# Louis Alloing (chanoine)
Pour les articles homonymes, voir Louis Alloing et Alloing.
Pour l’article ayant un titre homophone, voir Louis Alloin.
Louis Alloing, né le 4 janvier 1859 à Mogneneins, dans l'Ain, et mort le 27 août 1950 à Belley, sous-préfecture du même département, est un prêtre catholique français, chanoine et archiviste du diocèse de Belley, érudit spécialiste de l'histoire ecclésiastique locale.

## Biographie
Formé au petit puis au grand séminaire de Brou, il est ordonné prêtre en 1882 ; il devient professeur au séminaire de Meximieux puis, en 1890, économe de celui de Brou.

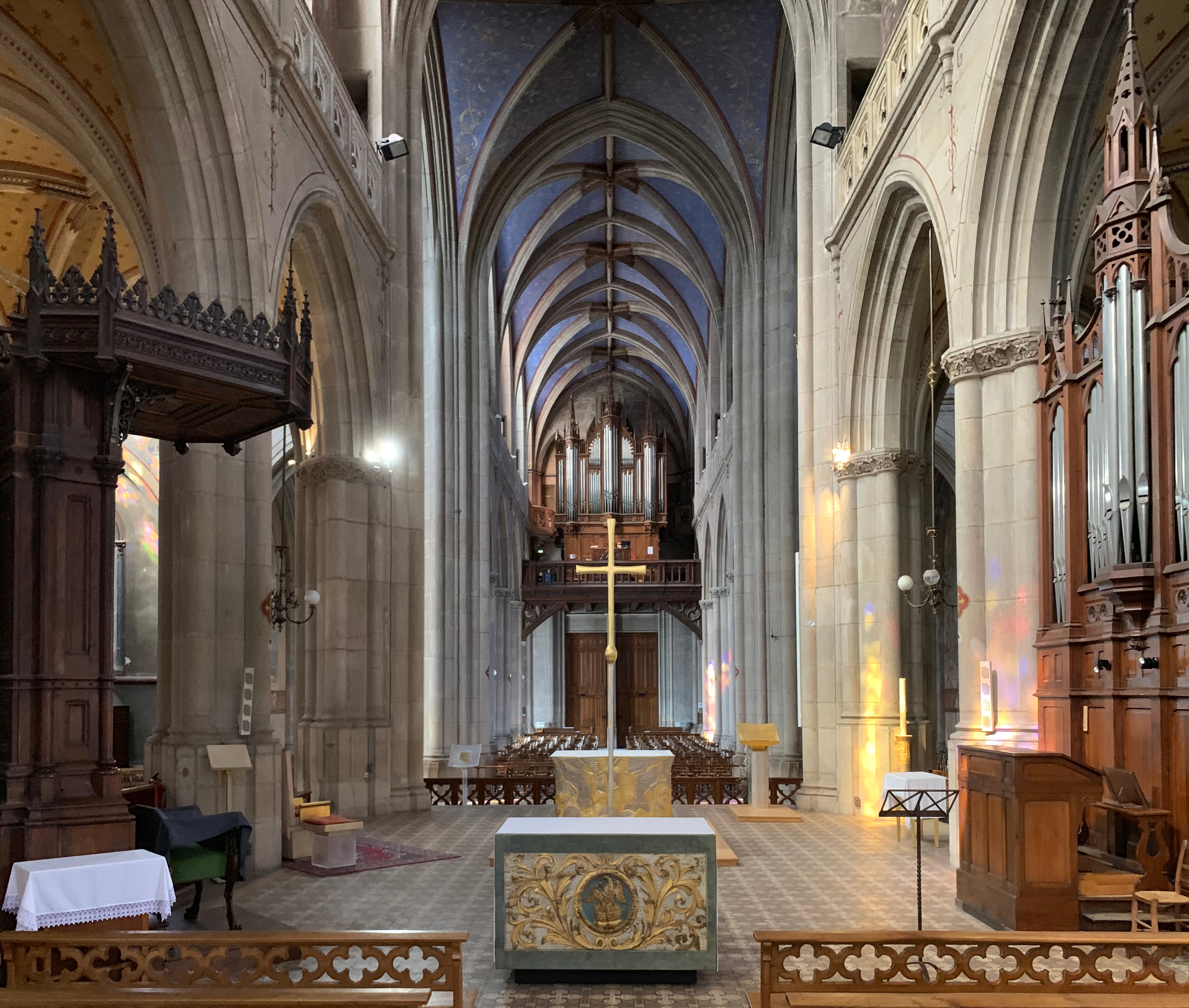
Chœur de la cathédrale Saint-Jean-Baptiste de Belley, au chapitre de laquelle Louis Alloing appartenait en tant que chanoine.

En 1904, dans un contexte de tensions croissantes, depuis un quart de siècle, entre l'Église catholique et les autorités de la Troisième République, il participe à la fondation de la société Gorini, vouée à l'histoire religieuse du département de l'Ain ; il en est le secrétaire, puis le président. Au cours des décennies qui suivent, il donne  au Bulletin d'histoire et d'archéologie du diocèse de Belley, publié par cette association, plusieurs dizaines d'articles, dont des monographies communales et des biographies. Il écrit aussi, pour la Revue d'histoire de l'Église de France, des chroniques régionales, des comptes rendus et des notices bibliographiques.
En 1916, il est nommé chanoine titulaire de Belley.
Il est l'auteur de plusieurs ouvrages, dont : une Histoire de Champfromier (1918), monographie écrite en collaboration avec l'abbé Louis-Ernest Genolin et dont une étude de démographie historique menée au début du XXIe siècle sur les lignées familiales des prêtres originaires du village confirmera la rigoureuse exactitude des données, nonobstant leur présentation « édifiante » ; des Mélanges (1918) ; une Vie du cardinal Sevin (1931), considérée comme son œuvre majeure dans le genre biographique ; Les Évangiles du Missel (1932) ; enfin, Le Diocèse de Belley (1938), volume de plus de huit cents pages consacré à l'histoire de l'ensemble des territoires qui se sont trouvés réunis dans la délimitation contemporaine du diocèse,.
En 1950, devenu presque aveugle, il laisse la présidence de la société Gorini au chanoine Jean Charbonnet. Il meurt la même année.

## Prix
Pour Le Diocèse de Belley, l'Académie française lui décerne en 1939 le prix Dodo, accompagné d'une récompense de 450 francs.

## Fonds d'archives
Le fonds d'archives du chanoine, composé de ses notes de recherche sur l'histoire du diocèse de Belley, d'une correspondance de plusieurs milliers de lettres et de quelques titres personnels, est conservé aux archives départementales de l'Ain.